# Prodontria pinguis
Prodontria pinguis är en skalbaggsart som beskrevs av Given 1952. Prodontria pinguis ingår i släktet Prodontria och familjen Melolonthidae. Inga underarter finns listade i Catalogue of Life.